# Castello di Presule
Il castello di Presule (in tedesco Schloss Prösels) è un castello dell'Alto Adige, che si trova nell'altipiano dello Sciliar, nel cuore delle Dolomiti, precisamente nel comune di Fiè allo Sciliar.

## Storia

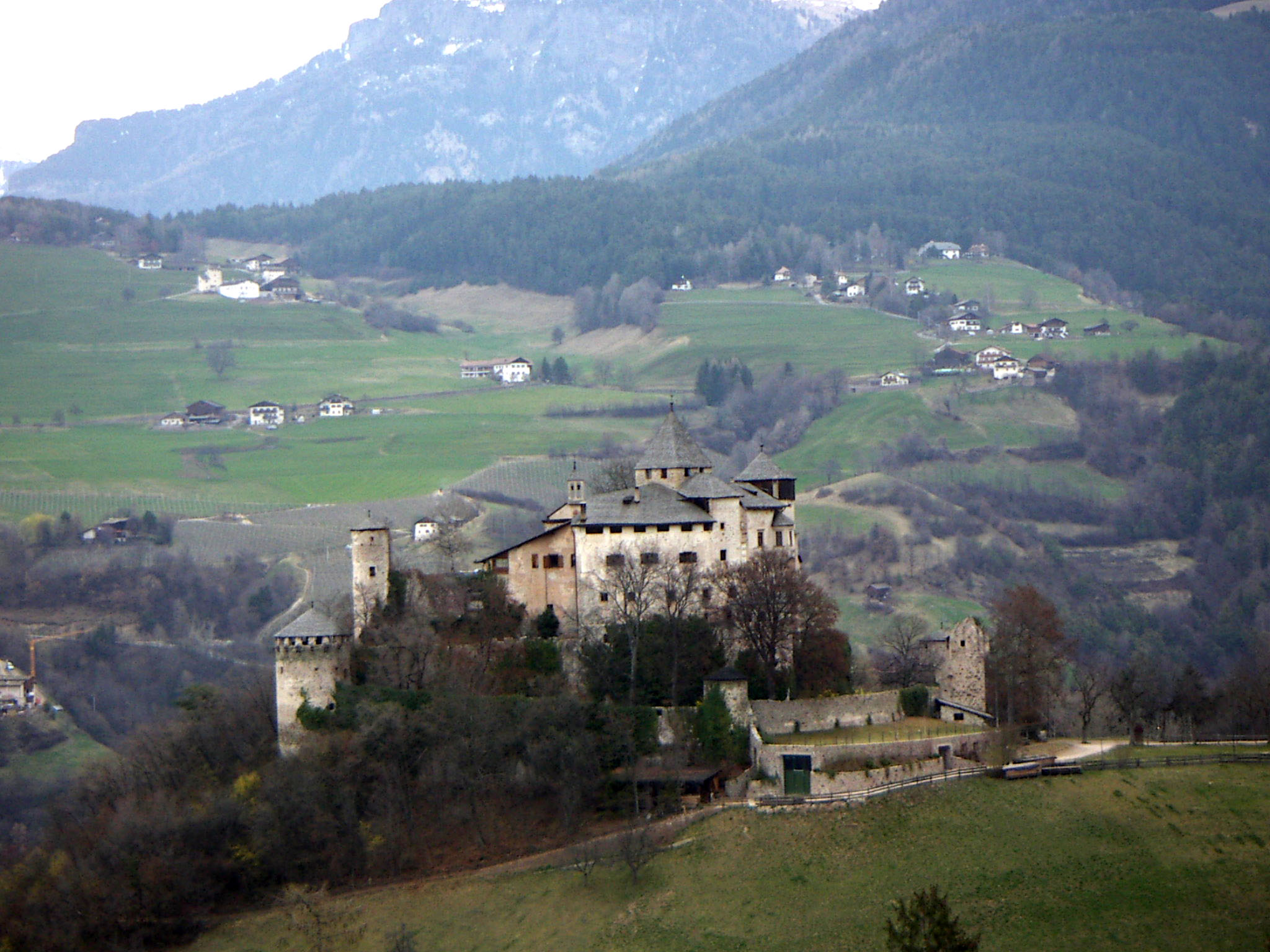
Castel Presule

Il maniero sorse attorno al 1200, su iniziativa dei signori di Fiè (Herren von Völs), amministratori dei vescovi di Bressanone. Il castello medievale  viene menzionato per la prima volta in un documento del 1279 quale castrum Presil, mentre è attestato nel 1373 con il nome di Bresels. La forma attuale del castello, contraddistinta da elementi propri sia dell'arte gotica sia del Rinascimento, risale a Massimiliano I d'Asburgo nel 1517, come riportato sopra il portale d'ingresso. 
Il più noto proprietario è stato il conte Leonhard von Völs (1458-1530), capitano tirolese, che visse nel momento di massimo splendore del castello.
Anche il poeta sudtirolese Oswald von Wolkenstein vi soggiornò per qualche tempo.
In italiano è talora indicato come Castel Colonna. Questo perché i Völs (Fiè), ad un certo punto, sotto Leonardo II, cominciarono ad aggiungere il cognome Colonna al proprio. Il motivo non è chiaro: per alcuni i signori di Fiè sarebbero stati un ramo dei Colonna romani arrivati in Tirolo nel XII secolo; per altri, invece, Leonardo I di Fié avrebbe partecipato alla battaglia di Lepanto al fianco di Marcantonio Colonna, affermando che la sua famiglia era originaria dei Colonna di Tuscolo. Per una terza versione, Marcantonio Colonna avrebbe adottato Leonardo, per poter ostentare l'appartenenza ad una nobile casata romana. Più probabilmente però, Leonardo di Fiè chiese ed ottenne semplicemente di poter aggiungere quello dei Colonna al proprio nome.
Dal 1804 al 1978 il castello cambiò molteplici volte la proprietà e visse alcuni periodi di decadenza seguiti anche da periodi di restauro. Alla fine però il castello fu abbandonato a se stesso.
Solo nel 1981 un gruppo di appassionati cittadini di Fiè allo Sciliar fondò il Kuratorium Schloss Prösels S.r.l., e iniziarono così i lavori di ristrutturazione che durarono fino al 1982.
Nei mesi estivi si possono effettuare visite guidate. Inoltre vengono spesso effettuate numerose manifestazioni e eventi culturali e mostre.
All'ingresso del Castello si trova un monumento dedicato a rogo delle streghe, avvenimenti storici risalenti al primo XVI secolo (1506 e 1510) proprio nel Comune di Fiė allo Sciliar di cui esistono ancora gli atti processuali.

## Principali locali
- Collezione di armi ed armature
- Collezione quadri già del ristorante "Batzenhäusl" di Bolzano[5]
- Collezione di quadri moderni
- Loggia con archi a sesto acuto ed alcuni affreschi, nel cortile
- Polveriera (Pulverturm) di epoca medievale

## Galleria d'immagini

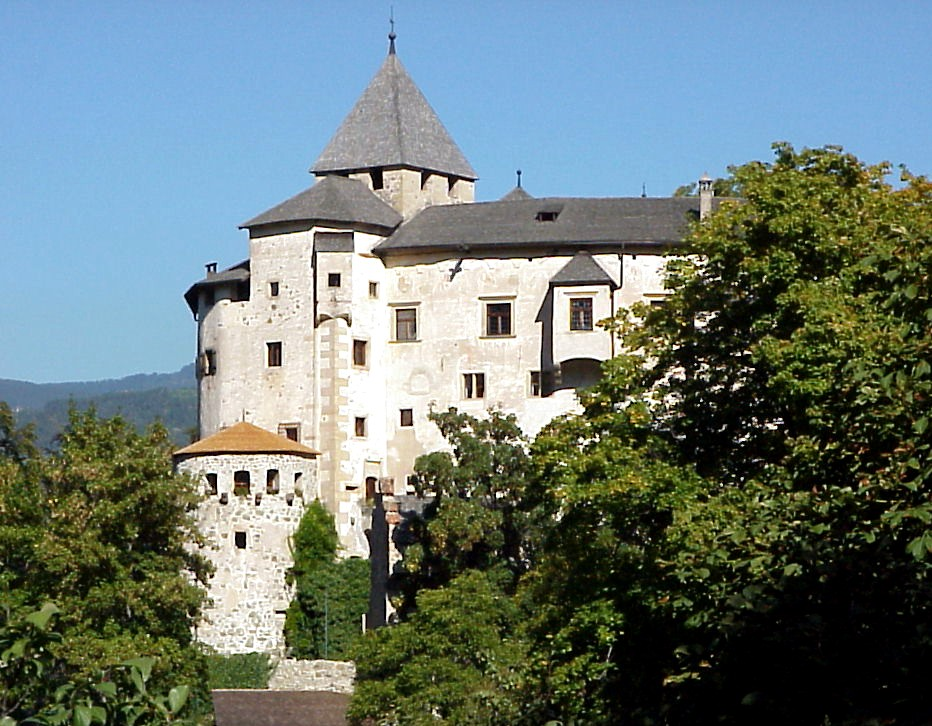
Castel Presule
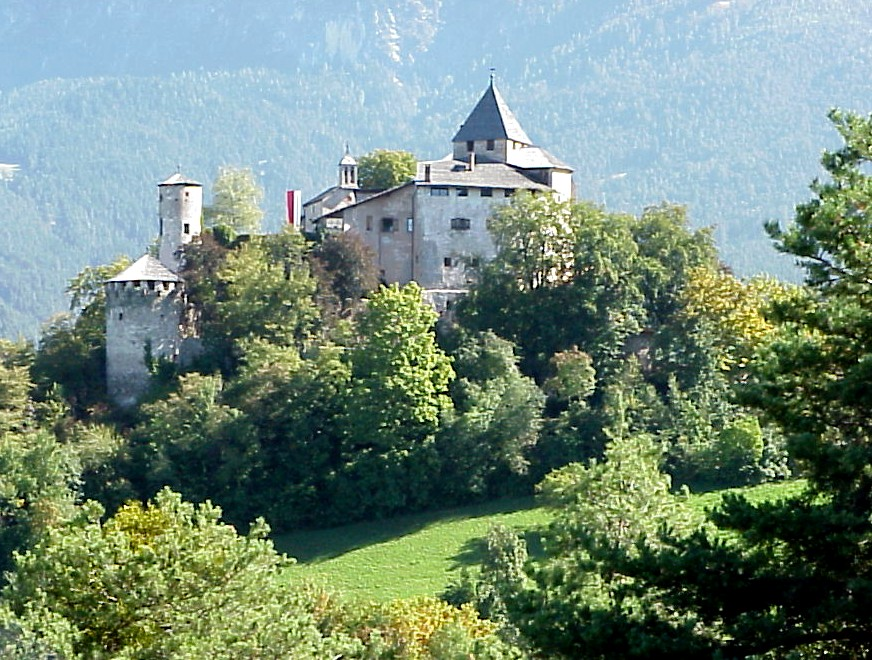
Castel Presule
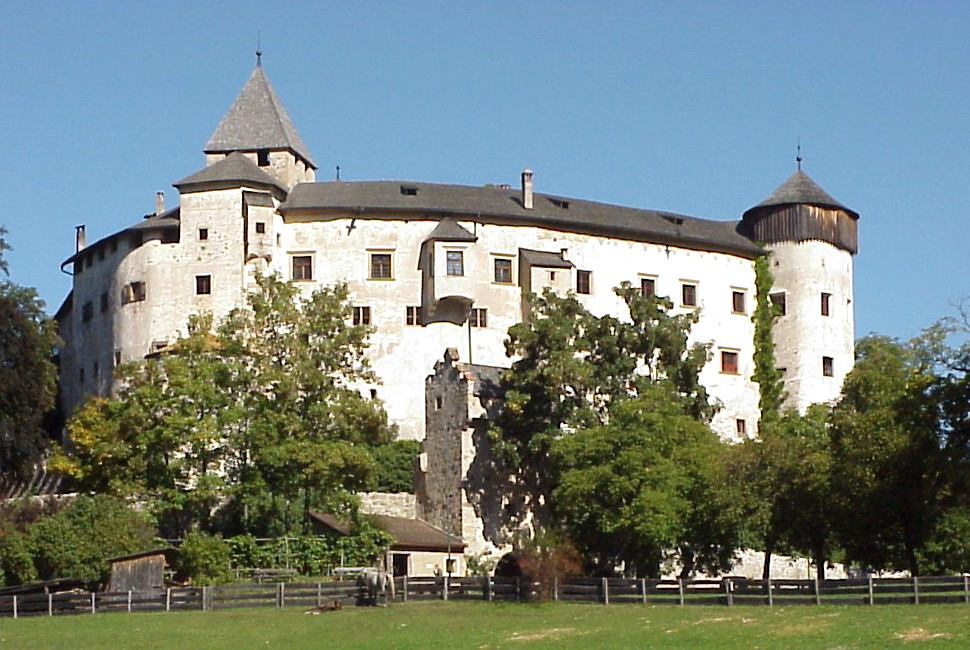
Castel Presule
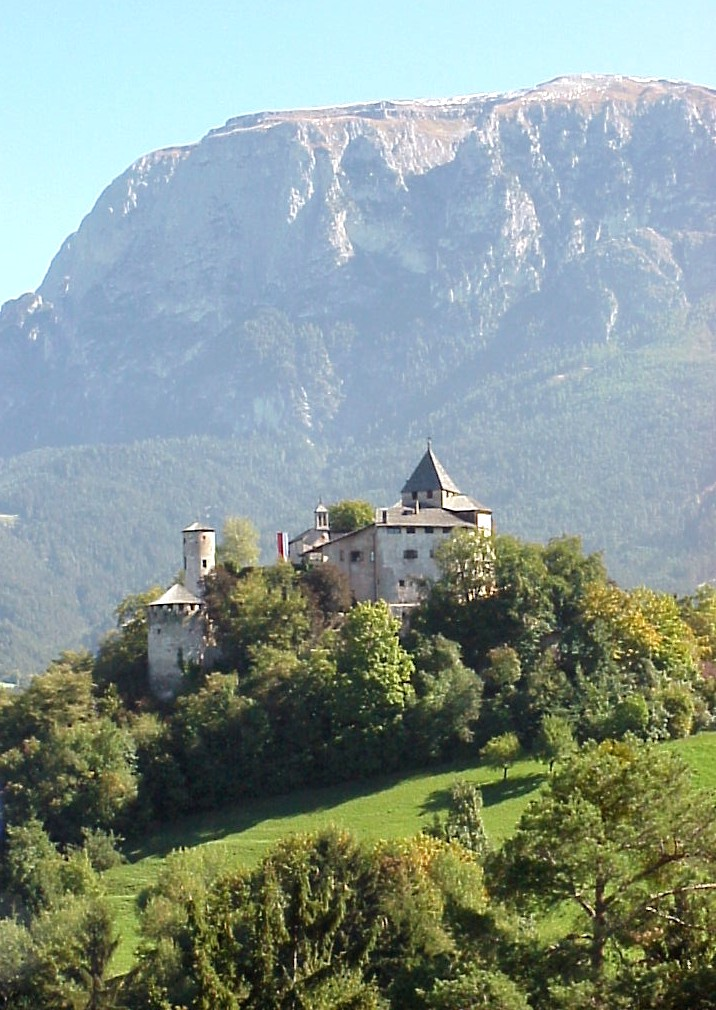
Castel Presule con lo Sciliar
Stemma nobiliare di Leonardo von Völs
Parete cortile interno del castello
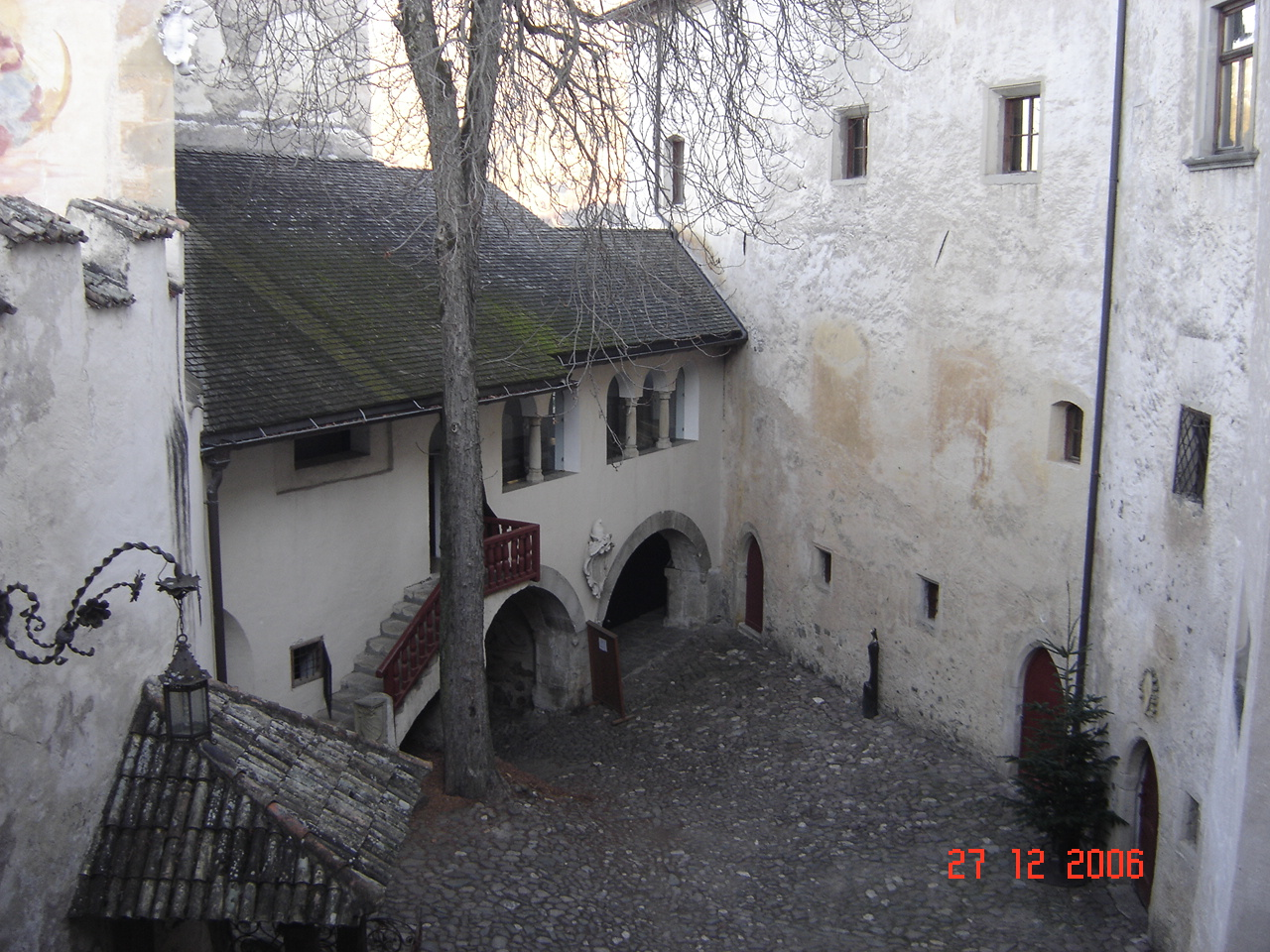
Ingresso cortile interno del castello
Particolare di affreschi su una parete del cortile
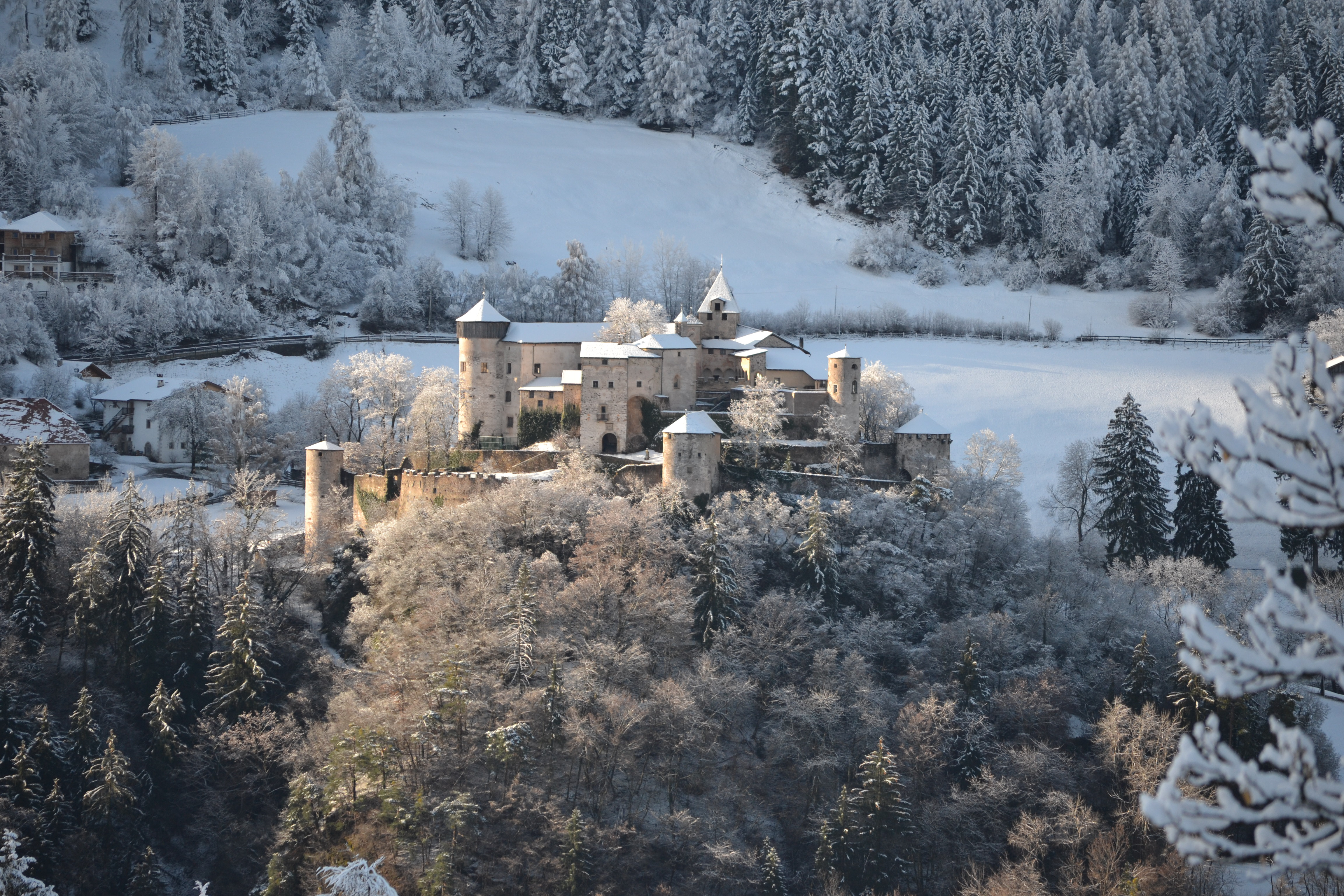
Castel di Presule